# 渡辺博敏
渡辺 博敏（わたなべ ひろとし、1948年11月23日 - ）は、佐賀県出身の元プロ野球選手（投手）、野球指導者。

## 経歴
伊万里高校から日本大学へ進学。大学卒業後は一度野球から離れ教職に就いた。
しかしプロ野球への夢を捨てきれず、当時福岡を本拠地としていた西鉄ライオンズの入団テストを受験し合格。1970年のドラフト外で西鉄ライオンズへ入団する。
西鉄では出場の機会はなく、1972年オフに金銭トレードで阪神タイガースへ移籍。移籍後、1974年に一軍初登板。1976年オフに現役を引退した。サイドスローからの癖球を武器としていた。
引退後は運動用品メーカーに勤務していた。1999年には、国際協力機構の知人を通じてアフリカのガーナで野球指導を行っている。
2003年、野球パキスタン代表監督に就任。同年10月にはインドネシアに歴史的1勝を挙げている。その後2005年より野球タイ王国代表の監督・コーチを務めている。

## 詳細情報

### 年度別投手成績
| 年 度     | 球 団     | 登 板 | 先 発 | 完 投 | 完 封 | 無 四 球 | 勝 利 | 敗 戦 | セ 丨 ブ | ホ 丨 ル ド | 勝 率 | 打 者 | 投 球 回 | 被 安 打 | 被 本 塁 打 | 与 四 球 | 敬 遠 | 与 死 球 | 奪 三 振 | 暴 投 | ボ 丨 ク | 失 点 | 自 責 点 | 防 御 率 | W H I P |
| --------- | --------- | ----- | ----- | ----- | ----- | -------- | ----- | ----- | -------- | ----------- | ----- | ----- | -------- | -------- | ----------- | -------- | ----- | -------- | -------- | ----- | -------- | ----- | -------- | -------- | ------- |
| 1974      | 阪神      | 3     | 0     | 0     | 0     | 0        | 0     | 0     | 0        | --          | ----  | 12    | 4.0      | 1        | 0           | 1        | 0     | 0        | 0        | 0     | 0        | 0     | 0        | 0.00     | 0.50    |
| 1975      | 阪神      | 3     | 0     | 0     | 0     | 0        | 0     | 0     | 0        | --          | ----  | 23    | 5.0      | 7        | 0           | 2        | 0     | 0        | 1        | 1     | 0        | 3     | 3        | 5.40     | 1.80    |
| 通算：2年 | 通算：2年 | 6     | 0     | 0     | 0     | 0        | 0     | 0     | 0        | --          | ----  | 35    | 9.0      | 8        | 0           | 3        | 0     | 0        | 1        | 1     | 0        | 3     | 3        | 3.00     | 1.22    |

### 記録
- 初登板：1974年4月30日、対中日ドラゴンズ4回戦（中日スタヂアム）、8回裏に3番手で救援登板・完了、1回無失点
- 初奪三振：1975年6月8日、対大洋ホエールズ10回戦（札幌市円山球場）、9回表に松岡功祐から

### 背番号
- 13 （1971年 - 1972年）
- 41 （1973年 - 1976年）